# Anysis
 (octobre 2019).
Si vous disposez d'ouvrages ou d'articles de référence ou si vous connaissez des sites web de qualité traitant du thème abordé ici, merci de compléter l'article en donnant les références utiles à sa vérifiabilité et en les liant à la section « Notes et références ».
Anysis est un roi hypothétique d'Égypte qui règne vers le commencement du VIIIe siècle avant J.-C. Il n'est mentionné que dans Hérodote.
Quoiqu'il soit aveugle, les prêtres égyptiens l'ont élevé sur le trône. Il en est chassé par Chabaka, roi de Napata.